# Кварацхелия, Александр Ильич
Александр Ильич Кварацхелия (13 мая 1909 года, село Накиани — сентябрь 1983 г. Цаленджиха, Грузинская ССР) — советский хозяйственный, государственный и политический деятель, Герой Социалистического Труда.

## Биография
Родился в 1909 году в селе Накиани на территории современного Чхороцкуского муниципалитета. С 1929 года — член ВЛКСМ, с 1932 года — член ВКП(б). С 1935 года обучался в Грузинской высшей сельскохозяйственной школе имени Сталина, которую окончил в 1937 года. В последующем служил политработником в Красной Армии. После армии — третий секретарь Зугдидского райкома партии, первый секретарь Цаленджихского райкома партии. В годы Великой Отечественной войны занимался снабжением продуктами фронта. За выдающееся руководство был награждён в 1944 году Орденом Трудового Красного Знамени.
В послевоенные годы избран первым секретарём Цхакаевского райкома партии. Занимался восстановлением довоенного сельскохозяйственного производства в районе. Благодаря его деятельности сельскохозяйственные предприятия в 1947 году перевыполнили в целом по району плановый сбор кукурузы на 47,3 %. Указом Президиума Верховного Совета СССР от 21 февраля 1948 года удостоен звания Героя Социалистического Труда за «получение высоких урожаев пшеницы и кукурузы в 1947 году» с вручением ордена Ленина и золотой медали «Серп и Молот» (№ 865).
Этим же Указом званием Героя Социалистического Труда были награждены административные, хозяйственные и партийные деятели Цхакаевского района председатель райисполкома Иосиф Берукович Гвадзабия, заведующий районным отделом сельского хозяйства Ной Ионович Гагуа, главный районный агроном Михаил Батломович Сабахтаришвили и директор Цхакаевской МТС Варлам Несторович Купрейшвили.
Избирался депутатом Верховного Совета Грузинской ССР 2-го и 3-го созывов.
С 1978 года — персональный пенсионер союзного значения. Дата смерти не установлена.

## Награды и звания
- Герой Социалистического Труда (21.02.1948).
- орден Ленина (21.02.1948, 02.04.1966)
- орден Октябрьской Революции (08.04.1971)
- орден Отечественной войны I степени (24.02.1946)
- орден Трудового Красного Знамени (07.01.1944)
- орден «Знак Почёта» (12.12.1973)